# Safranpandekage
Safranpandekage eller gotlandsk pandekage (på gutamål: saffranspannkake, saffranspannkakå) en en gotlandsk dessert. Ingredienserne er grødris, fløde, mælk, sukker, æg, hakkede mandler og safran, og kagen bages i en bradepande. Kagen spises lun eller kold og serveres traditionelt med korbærsyltetøj (salmbärssylt) og flødeskum.

## Historie
Ovnbagte pandekager var festmad og kendes på Gotland siden 1700-tallet. Festmad blev de i kraft af tilsætningen af fint mel og æg. I 1800-tallet blev det mere almindeligt med sukker i pandekagerne, og også safran og rosiner. Safranpandekager i den nuværende form (lavet af grødris og bagt i ovnen) hører til kategorien af buddinger, der blev almindelige desserter i 1800-tallet, da brændekomfuret gjorde det enklere at tilberede mad i ovnen. Safranpandekagen havde særlig forbindelse med julen, hvor den blev lavet af tiloversbleven risengrød, men i 1800- og 1900-tallet begyndte man også at servere den på årsdage og ved bryllupper og begravelser. Syltetøjet, der spises til pandekagen, er også en skik fra 1800-tallet, da sukkeret blev billigere, og syltetøj blev et meget populært tilbehør til desserter.
I dag vides det ikke, om safranpandekagen er opstået på Gotland, eller om den er bragt til øen udefra. Safranpandekagens råvarer har rødder tilbage til middelalderens og renæssancens tilsmagte og farvede risengrød, som forekom i de højere samfundslag. Netop kombinationen af ris, mandler, safran og sukker gjorde retten meget eksklusiv, ligesom safranbrød, der kendes siden 1500-tallet. I den senere del af 1900-tallet er safranpandekagen blevet et velkendt turistsymbol for Gotland og serveres gerne på sommeråbne turistrestauranter og i andre sammenhænge, hvor øens lokale mad fremhæves.